# L'uomo di Kiev (film)
L'uomo di Kiev (The Fixer) è un film del 1968 diretto da John Frankenheimer, tratto dall'omonimo romanzo di Bernard Malamud e sceneggiato da Dalton Trumbo, ispirato a una vicenda autentica di antisemitismo nell'Ucraina di inizio Novecento.

## Trama
Kiev 1911 - Yakov Bok, ebreo povero e separato dalla moglie, che vive arrangiandosi con piccoli lavori, salva dal gelo Nicolai Lebedev, un ricco commerciante e fanatico antisemita. Assunto per riconoscenza nella sua ditta edile, egli cela la propria religione. Yakov viene ingiustamente arrestato per violenza carnale su Zinaida, figlia di Lebedev, accusa che riesce a ribaltare sebbene, scoperta la di lui origine, viene incriminato per domiciliazione illegale al di fuori del ghetto. Durante la detenzione. a seguito del rinvenimento del cadavere di un adolescente, gli viene ingiustamente imputato l'omicidio il cui movente si attribuirebbe a un fantomatico rito sacrificale, in accordo con le ricorrenti calunnie sulle comunità ebraiche.

Nell'infamia della lunga detenzione e subendo il ripetuto sadismo dei carcerieri, Yakov rifiuta addirittura l'amnistia pur di arrivare al processo e difendersi dall'accusa, rischiando addirittura di essere assassinato dal capo delle guardie e salvato in extremis da un ufficiale integerrimo e compassionevole. Finale aperto davanti al palazzo di Giustizia di Kiev circondato da una folla silenziosa.